# Хвильовий опір вакууму
Хвильовий опір вакууму (англ. Імпеданс вільного простору) — поняття, яке вводиться за аналогією до хвильового опору (імпедансу) середовища та широко використовується в прикладній фізиці до розгляду розповсюдження електромагнітних хвиль у коаксіальних кабелях, хвилеводах й інших середовищах, що мають певну топологію простору. В загальному випадку — це чисто уявна (комплексна) фізична величина, яка має розмірність електричного опору, проте тут відсутні дисипативні процеси (може змінюватися тільки амплітуда та фаза) — виділення енергії характерне тільки для активних (дійсних) електричних опорів.
У Міжнародній системі величин (ISQ) широко відоме співвідношення між електричним і магнітним полями:
{\displaystyle {\sqrt {\mu _{0}\mu }}\mathbf {H} ={\sqrt {\varepsilon _{0}\varepsilon }}\mathbf {E} },
з якого можна знайти т. зв. хвильовий опір середовища (в загальному випадку Характеристичний імпеданс), у якому розповсюджується електромагнітна хвиля:
{\displaystyle \mathbb {Z} _{w}=H_{x}/E_{y}={\sqrt {\mu _{0}\mu /\varepsilon _{0}\varepsilon }}=\mathbb {Z} _{0}{\sqrt {\mu /\varepsilon }}},
де {\textstyle \mathbb {Z} _{0}={\sqrt {\mu _{0}/\varepsilon _{0}}}=376.73031\ldots \ \Omega }  — хвильовий опір вакууму,
{\displaystyle \varepsilon _{0}} — діелектрична проникність вакууму,
{\displaystyle \mu _{0}} — магнітна проникність вакууму.
Проте в системі СГС маємо наступне співвідношення полів:
{\displaystyle {\sqrt {\mu }}\mathbf {H} ={\sqrt {\varepsilon }}\mathbf {E} },
з якого на перший погляд не випливає хвильовий опір…Звісна справа, що не випливає, оскільки всі електромагнітні поля в системі СГС мають однакову розмірність. Проте це зовсім не означає, що хвильовий опір відсутній в системі СГС! На нього тривіально нормована система рівнянь Максвела. Дійсно, хвильовий опір у системі СГС має такий вигляд:
{\displaystyle \mathbb {Z} _{w}=\mathbb {Z} _{0}{\sqrt {\mu /\varepsilon }}},
де {\textstyle \mathbb {Z} _{0}=4\pi /c=4,19169\cdot 10^{-10}} од. СГС, тобто має розмірність обернену до швидкості — с/см. Коефіцієнт переходу між системами ISQ та СГС має вигляд:
{\displaystyle k_{R}={\frac {R_{ISQ}}{R_{CGS}}}=10^{-9}c_{CGS}^{2}=10^{-5}c_{ISQ}^{2}}.

## Точне значення
У 1948 році в рамках в рамках системи одиниць SI було перевизначено одиницю ампер шляхом вибору числового значення для {\textstyle \mu _{0}}, яке дорівнює точно {\textstyle 4\pi /10^{-7}} Гн/м. У 1983 році було перевизначено в SI метр шляхом вибору для швидкості світла у вакуумі {\textstyle c_{0}} точного значення 299 792 458 м/с. Таким чином, маємо
{\displaystyle \mathbb {Z} _{0}=\mu _{0}c_{0}=119.9169832\;\pi \ \Omega } — точно, або {\displaystyle \mathbb {Z} _{0}\approx 376.730\ 313\ 461\ 77\ldots \Omega }.
Ця ситуація може змінитись у 2015 році, якщо буде перевизначено значення ампера.

## Зв’язок ізхарактеристичним імпедансом
В другій половині XIX століття під час прокладання трансатлантичного кабелю для телеграфного зв’язку між Європою та Америкою було несподівано виявлено значну втрату енергії простого телеграфного сигналу, що фактично унеможливлювало зв’язок між континентами. Цю проблему розв’язав простий службовець телеграфної компанії — Олівер Гевісайд, який уперше сформулював коректно задачу й отримав т. зв. телеграфні рівняння, в рамках яких і було виявлено необхідність самопогодження характеристичного імпедансу довгої лінії передачі сигналів та опору навантаження на кінці лінії передачі. Справа полягала в тому, що довга лінія моделювалася як послідовно-паралельне з’єднання реактивних конденсаторів і ємностей, через які і виражався в аналітичній формі характеристичний імпеданс, а енергія змінного електричного струму передавалася не через провідники, як звичайно відбувається у випадку коротких ліній, а у формі електромагнітного поля (хвилі). Ось чому синонімом характеристичного імпедансу і став хвильовий опір довгої лінії. Звичайно щоб лінія передачі електричних сигналів стала довгою за частот у сотні й тисячі герц, необхідно було тисячі кілометрів кабелю, проте зі зростанням частоти електричних сигналів у мегагерцовий діапазон її довжина зменшилась спершу до сотень, а потім десятків метрів, а потім і до дециметрового та сантиметрового діапазону. В останніх випадках використання тривіального кабелю стало недоцільним і його були замінили хвилеводами. Варто зазначити, що у хвилеводах вже повноцінно розповсюджуються електромагнітні хвилі та жодної необхідності в моделюванні її за допомогою погонних ємностей та індуктивностей немає.

## Розвиток техніки
Перша половина XX-го ст. у фізиці пов’язана з т. зв. «атомною проблемою», розв’язання якої породило квантову механіку. Й у той час, коли основна маса найкращих фізиків (й теоретиків, й експериментаторів) займалася фундаментальними проблемами Всесвіту, менша частина фізиків-практиків тихо й непримітно займалася проблемою генерації, транспортування та передавання електромагнітних хвиль метрового, дециметрового та сантиметрового діапазонів. Теоретичну базу на той час вже був підготував у 4-х томах електродинаміки Олівер Гевісайд. Було розроблено потужні генераторні лампи, клістрони та магнетрони генерувати електромагнітних хвиль. Було розроблено та практично реалізовано різноманітні хвилеводи передавати електромагнітні хвилі без утрат до передавачів. І, нарешті, було розроблено та доведено до майже ідеального стану антени приймання-передавання. Відносну непомітність цієї галузі практичної фізики лише частково був зумовив бурхливий розвиток квантової механіки; основною ж причиною була т. зв. секретність, пов’язана з розробками для армії. Дійсно, основним стимулом до розробки цієї галузі були військові замовлення на розбудову радіолокаційних станцій. Часткове розсекречення настало по Другій світовій війні, коли ці розробки почали впроваджувати в мирні галузі, зокрема радіоастрономію.
Тут важливо відзначити, що практичне впровадження в життя технічних пристроїв, пов’язаних з генеруванням, транспортуванням і передаванням електромагнітних хвиль, розглядалося як чисто утилітарна, технічна задача, яка не має фундаментального значення.
Річ у тім, що др. пол. XX-го ст. ознаменувала науково-технічна революція, в результаті якої було розроблено настільки складні в інженерному плані об’єкти для майбутніх досліджень у галузі фундаментальної фізики, що вони не мали аналогій у Природі, відтак фізики розпочали потужний наступ на пізнання природи Всесвіту. До таких інженерних об’єктів можна віднести не тільки радіотелескопи, але й різноманітні прискорювачі елементарних часток, тощо. Менш відома розробка процесів пасивації поверхні кремнію, що породила в техніці сучасну технологію виробництва мікропроцесорів на МДН-транзисторах, які у фундаментальній науці стали полігоном для дослідження різноманітних квантових явищ у двовимірних системах електронного газу, вершиною яких стало відкриття квантового ефекту Холла.

## Ефірна концепціявакууму
Першою концепцією вакууму в історичному плані була т. зв. «ефірна» концепція, досить популярна в наукових колах XIX-го ст., хоч і малопродуктивна, тому від неї відмовилась більшість фізиків-теоретиків, засновників системи СГС, проте її залишки відображаються у формі магнітної та електричної сталих, які в Міжнародній системі величин (ISQ) вибрано досить наближено й у довільній формі. Не вдаючись у деталі, сьогодні можна лише відзначити, що з цієї концепції випливає дві основні характеристики вакууму:
1. Постійність швидкості розповсюдження електромагнітних хвиль, яка дорівнює швидкості світла (визнається в обох системах фізичних величин — СГС та ISQ).
2. Постійність т. зв. хвильового опору вакууму, який формально визначений лише в ISQ.

На практиці жодних методологічних основ для цих «законів» вакууму в рамках ефірного підходу не розроблено. Тому в рамках аксіоматичного підходу вони просто приймаються на віру як аксіоми.

## Дивись також
- Гравітаційний характеристичний імпеданс вакууму